# Stepan Kačala
Stepan Kačala, cyrilicí Степан Качала, polsky Stepan Kaczała (1815 Firlejiv – 10. listopadu 1888 Šelpaky), byl rakouský řeckokatolický duchovní a politik rusínské (ukrajinské) národnosti z Haliče, v 2. polovině 19. století poslanec Říšské rady.

## Biografie
Byl poslancem Haličského zemského sněmu. Působil rovněž jako poslanec Říšské rady (celostátního parlamentu), kam usedl v prvních přímých volbách do Říšské rady roku 1873, za městskou kurii v Haliči, obvod Tarnów, Bochnia. V roce 1873 se uvádí jako Stefan Kaczala, řeckokatolický farář, bytem Šelpaky. V parlamentu byl zpočátku řazen mezi opoziční slovanský blok. Roku 1874 je ale popisován jako kolísající poslanec, který je sice členem parlamentní frakce Polský klub, ale národností je Rusínem a v etnických otázkách hlasuje s Rusíny, jejichž Rusínský klub tehdy postupoval odlišně od ostatních slovanských poslanců a řadil se spíše mezi spojence německé liberální levice. V dubnu 1874 se uvádí, že před krátkou dobou odešel z Polského klubu. Ovšem v roce 1878 je opětovně zmiňován jako člen Polského klubu. V roce 1888 ho nicméně tisk zmiňuje jako předsedu Rusínského klubu na Haličském zemském sněmu.
Zemřel v listopadu 1888.